# Desierto del Oeste (Australia)

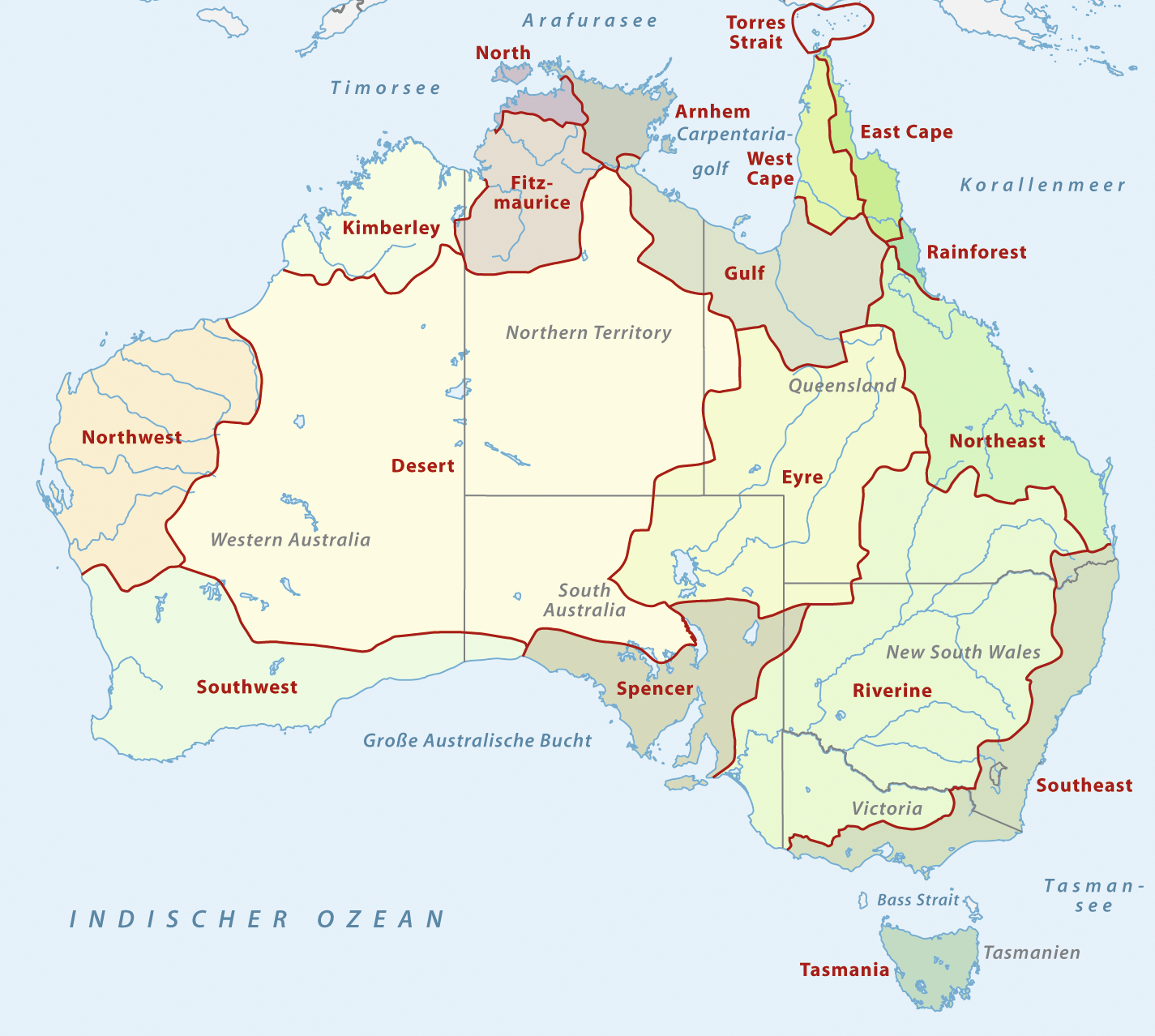
Mapa de las regiones culturales aborígenes de Australia; el bloque cultural del Desierto Occidental está marcado como "Desierto".

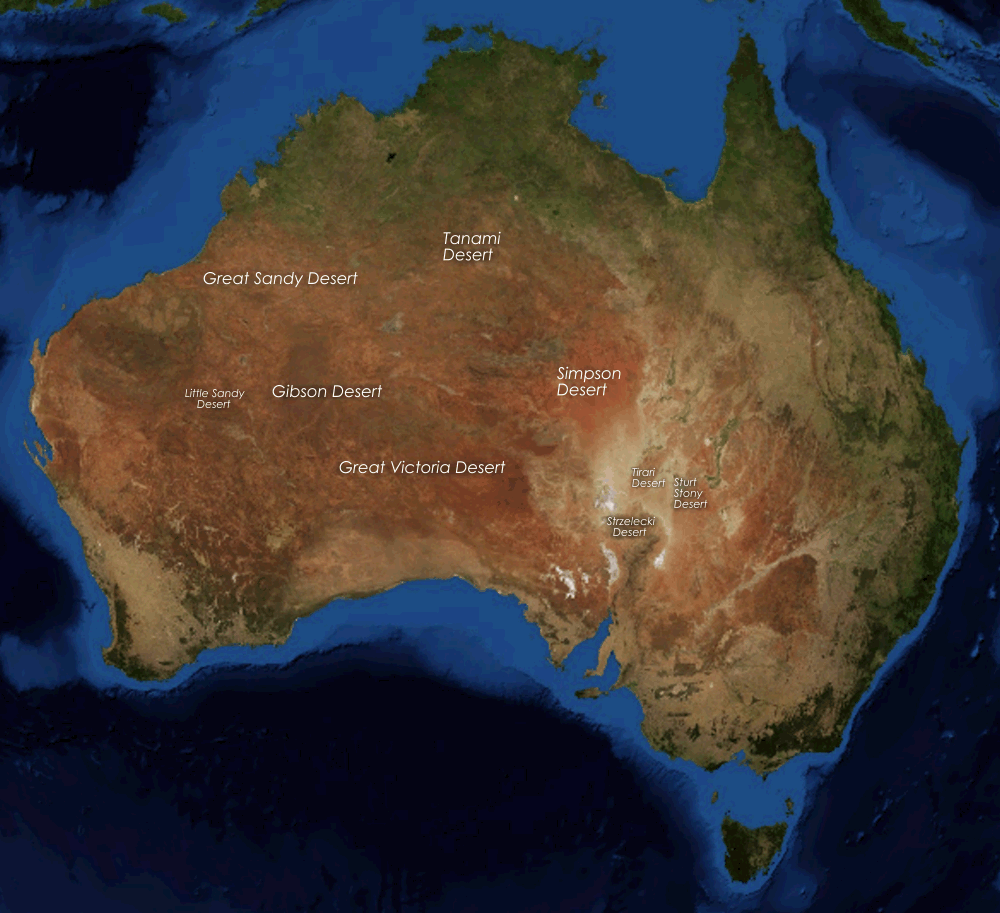
Localización de los desiertos australianos.

El desierto del Oeste comprende una extensa región desértica al oeste de Australia, abarcando el desierto de Gibson, el Gran Desierto Arenoso y el Pequeño Desierto Arenoso.
Aunque oficialmente no es considerado un desierto australiano (véase Desiertos de Australia), su uso está ampliamente extendido por la utilidad a la hora de hacer referencia o describir esta región australiana.
El área que cubre puede ser establecida desde Nullarbor, en el sur, hasta Kimberley, en el norte, y desde los Lagos Percival, en el oeste, hasta el Territorio del Norte, atravesando las tierras de los Pintupi.
El término es utilizado frecuentemente por los antropólogos cuando llevan a cabo estudios sobre los aborígenes establecidos en esta área, entre los que podemos encontrar a los Pintupi, los Warlpiri y los Martu, entre otros.
Los lingüistas encargados de estudiar los dialectos aborígenes designan al idioma hablado por los aborígenes de esta región como Lenguaje del Desierto del Oeste.
Aparte de la Canning Stock Route y de la larga Rabbit Proof Fence (valla a prueba de conejos), el hombre blanco ha tenido escaso contacto con esta parte de Australia hasta los años 60:

«Nadie había estado allí. El desierto, por lo que al Ministerio [Ministerio de Suppy, AO] concernía... era un desconocido, así como lo era toda Australia Occidental. Las Montañas Warburton estaban demasiado lejos para cualquiera. La gente en aquella época no sabía absolutamente nada sobre los aborígenes.»